# Sensació tèrmica
La sensació tèrmica és la sensació aparent que les persones tenen en funció dels paràmetres que determinen l'ambient en el qual es mou: 
- Temperatura seca
- Temperatura radiant mitjana
- Humitat relativa de l'aire
- Velocitat de l'aire

Així com en funció dels seus paràmetres personals: 
- Índex metabòlic, la calor produïda pel cos.
- Índex d'indument, abric que proporciona la roba.

## Factors que la determinen
La sensació tèrmica depèn de la relació entre la calor que produeix el metabolisme del cos i el qual dissipa cap a l'entorn. Si és major el primer, la sensació és de calor; si és major el segon, la sensació és de fred. Tot mecanisme que augmenti les pèrdues de calor del cos, donarà sensació de fred i al contrari.
El cos humà nu té possibilitats de regular l'emissió de la calor per a temperatures ambientals compreses entre 15 i 30 °C. Per damunt i per sota d'aquestes temperatures el cos ha de reaccionar per poder modificar els paràmetres que determinen tant la producció, com les pèrdues de calor. Aquests paràmetres variaran depenent de dos factors principalment:
- Factor personal:

En el cas de la producció de calor, s'augmenta la quantitat de producció principalment per l'exercici que es fa o per raons morfològiques de la persona (índex metabòlic); per exemple, en un dia fred, 25 persones corren per un camp de futbol en samarreta i pantalons curts (i a més suen copiosament), mentre que en les graderies s'apinyen 20 000 espectadors abrigats i passant fred.
Quant a les pèrdues es poden reduir abrigant-se amb roba (índex d'indument).
- Factor ambiental:

En un dia càlid pot millorar-se la sensació tèrmica mitjançant un ventilador, que augmenta la velocitat de l'aire al voltant del cos. La velocitat de l'aire augmenta les pèrdues per convecció del cos i també l'evaporació de la suor, amb la qual cosa aquestes pèrdues augmenten com més gran sigui la velocitat de l'aire.
La sensació tèrmica també pot ser de major temperatura quan a la calor se li afegix una alta humitat relativa, ja que l'evaporació de la suor és el principal mitjà per a dissipar la calor corporal i, la humitat ambiental alta dificulta aquesta evaporació, pel que es té una sensació de més calor.
En els locals, la radiació d'unes parets a major temperatura que l'ambient pot fer que, tenint una temperatura de l'aire relativament baixa, es tingui una sensació que fa més calor.
Per això, perquè els murs ja estiguin a temperatura adequada quan les persones ocupin els locals, és recomanable tenir connectats amb antelació la refrigeració o la calefacció.

## Índexs de comoditat tèrmica
Per a definir la sensació de comoditat tèrmica, tenint en compte els paràmetres anteriors, s'utilitza una sèrie d'índexs, els quals prenen el nom de temperatures, per a assimilar-les a un paràmetre que tots coneixen.
- Temperatura Equivalent
- Temperatura Resultant
- Temperatura Efectiva o Temperatura Efectiva Nova

Normalment s'expressen en graus Celsius.

## Sensació tèrmica per vent i fred
| Vent en nusos                                                        | Vent en km/h                                                         | Temperatura (°C)                                                          | Temperatura (°C) | Temperatura (°C) | Temperatura (°C) | Temperatura (°C) | Temperatura (°C) | Temperatura (°C) | Temperatura (°C)                                                               | Temperatura (°C)                                                               | Temperatura (°C)                                                               | Temperatura (°C)                                                               | Temperatura (°C)                                                               | Temperatura (°C)                                                               | Temperatura (°C)                                                               | Temperatura (°C)                                                                          | Temperatura (°C)                                                                          | Temperatura (°C)                                                                          | Temperatura (°C)                                                                          | Temperatura (°C)                                                                          | Temperatura (°C)                                                                          | Temperatura (°C)                                                                          | Temperatura (°C)                                                                          | Temperatura (°C)                                                                          | Temperatura (°C)                                                                          | Temperatura (°C)                                                                          |
| Calma                                                                | Calma                                                                | 10                                                                        | 7,5              | 5                | 2,5              | 0                | −2,5             | −5               | −7,5                                                                           | −10                                                                            | −12,5                                                                          | −15                                                                            | −17,5                                                                          | −20                                                                            | −22,5                                                                          | −25                                                                                       | −27,5                                                                                     | −30                                                                                       | −32,5                                                                                     | −35                                                                                       | −37,5                                                                                     | −40                                                                                       | −42,5                                                                                     | −45                                                                                       | −47,5                                                                                     | −50                                                                                       |
| Sensació tèrmica per efecte de refredament del vent                  |                                                                      |                                                                           |                  |                  |                  |                  |                  |                  |                                                                                |                                                                                |                                                                                |                                                                                |                                                                                |                                                                                |                                                                                |                                                                                           |                                                                                           |                                                                                           |                                                                                           |                                                                                           |                                                                                           |                                                                                           |                                                                                           |                                                                                           |                                                                                           |                                                                                           |
| 3–6                                                                  | 8                                                                    | 7,5                                                                       | 5                | 2,5              | 0                | −2,5             | −5               | −7,5             | −10                                                                            | −12,5                                                                          | −15                                                                            | −17,5                                                                          | −20                                                                            | −22,5                                                                          | −25                                                                            | −27,5                                                                                     | −30                                                                                       | −32,5                                                                                     | −35                                                                                       | −37,5                                                                                     | −40                                                                                       | −45                                                                                       | −47,5                                                                                     | −50                                                                                       | −52,5                                                                                     | −65                                                                                       |
| 7–10                                                                 | 16                                                                   | 5                                                                         | 2,5              | −2,5             | −5               | −7,5             | −10              | −12,5            | −15                                                                            | −17,5                                                                          | −20                                                                            | −25                                                                            | −27,5                                                                          | −32,5                                                                          | −35                                                                            | −37,5                                                                                     | −40                                                                                       | −45                                                                                       | −47,5                                                                                     | −50                                                                                       | −52,5                                                                                     | −57,5                                                                                     | −60                                                                                       | 62,5                                                                                      | −65                                                                                       | −67,5                                                                                     |
| 1–15                                                                 | 24                                                                   | 2,5                                                                       | 0                | −5               | −7,5             | −10              | −12,5            | −17,5            | −20                                                                            | −25                                                                            | −27,5                                                                          | −32,5                                                                          | −35                                                                            | −37,5                                                                          | −42,5                                                                          | −45                                                                                       | −47,5                                                                                     | −52,5                                                                                     | −55                                                                                       | −57,5                                                                                     | −60                                                                                       | −65                                                                                       | −67,5                                                                                     | −72,5                                                                                     | −75                                                                                       | −77,5                                                                                     |
| 16–19                                                                | 32                                                                   | 0                                                                         | −2,5             | −7,5             | −10              | −12,5            | −17,5            | −22,5            | −22,5                                                                          | −25                                                                            | −30                                                                            | −35                                                                            | −37,5                                                                          | −42,5                                                                          | −47,5                                                                          | −50                                                                                       | −52,5                                                                                     | −57,5                                                                                     | −60                                                                                       | −65                                                                                       | −67,5                                                                                     | −70                                                                                       | −72,5                                                                                     | −77,5                                                                                     | −80                                                                                       | −85                                                                                       |
| 20–23                                                                | 40                                                                   | −0                                                                        | −5               | −7,5             | −10              | −15              | −17,5            | −22,5            | −25                                                                            | −30                                                                            | −32,5                                                                          | −37,5                                                                          | −40                                                                            | −45                                                                            | −47,5                                                                          | −52,5                                                                                     | −55                                                                                       | −60                                                                                       | −62,5                                                                                     | −67,5                                                                                     | −70                                                                                       | −75                                                                                       | −77,5                                                                                     | −82,5                                                                                     | −85                                                                                       | −90                                                                                       |
| 24–28                                                                | 48                                                                   | −2,5                                                                      | −5               | −10              | −12,5            | −17,5            | −20              | −25              | −27,5                                                                          | −32,5                                                                          | −35                                                                            | −40                                                                            | −42,5                                                                          | −47,5                                                                          | −50                                                                            | −55                                                                                       | −57,5                                                                                     | −62,5                                                                                     | −67,5                                                                                     | −72,5                                                                                     | −75                                                                                       | −77,5                                                                                     | −80                                                                                       | −85                                                                                       | −90                                                                                       | −95                                                                                       |
| 29–32                                                                | 56                                                                   | −2,5                                                                      | −7,5             | −10              | −12,5            | −17,5            | −20              | −25              | −30                                                                            | −32,5                                                                          | −37,5                                                                          | −42,5                                                                          | −45                                                                            | −50                                                                            | −52,5                                                                          | −57,5                                                                                     | −60                                                                                       | −65                                                                                       | −67,5                                                                                     | −72,5                                                                                     | −75                                                                                       | −80                                                                                       | −82,5                                                                                     | −87,5                                                                                     | −80                                                                                       | −95                                                                                       |
| 33–36                                                                | 64                                                                   | −2,5                                                                      | −7,5             | −10              | −15              | −20              | −22,5            | −27,5            | −30                                                                            | −35                                                                            | −37,5                                                                          | −42,5                                                                          | −45                                                                            | −50                                                                            | −55                                                                            | −60                                                                                       | −62,5                                                                                     | −65                                                                                       | −70                                                                                       | −75                                                                                       | −75,5                                                                                     | −82,5                                                                                     | −85                                                                                       | −90                                                                                       | −92,5                                                                                     | −97,5                                                                                     |
| Vents superiors als 64 km/h produeixen un perillós efecte addicional | Vents superiors als 64 km/h produeixen un perillós efecte addicional | PERILLÓS                                                                  | PERILLÓS         | PERILLÓS         | PERILLÓS         | PERILLÓS         | PERILLÓS         | PERILLÓS         | MOLT PERILLÓS Les parts del cos exposades al vent es poden congelar en 1 minut | MOLT PERILLÓS Les parts del cos exposades al vent es poden congelar en 1 minut | MOLT PERILLÓS Les parts del cos exposades al vent es poden congelar en 1 minut | MOLT PERILLÓS Les parts del cos exposades al vent es poden congelar en 1 minut | MOLT PERILLÓS Les parts del cos exposades al vent es poden congelar en 1 minut | MOLT PERILLÓS Les parts del cos exposades al vent es poden congelar en 1 minut | MOLT PERILLÓS Les parts del cos exposades al vent es poden congelar en 1 minut | EXTREMADAMENT PERILLÓS Les parts del cos exposades al vent se poden congelar en 30 segons | EXTREMADAMENT PERILLÓS Les parts del cos exposades al vent se poden congelar en 30 segons | EXTREMADAMENT PERILLÓS Les parts del cos exposades al vent se poden congelar en 30 segons | EXTREMADAMENT PERILLÓS Les parts del cos exposades al vent se poden congelar en 30 segons | EXTREMADAMENT PERILLÓS Les parts del cos exposades al vent se poden congelar en 30 segons | EXTREMADAMENT PERILLÓS Les parts del cos exposades al vent se poden congelar en 30 segons | EXTREMADAMENT PERILLÓS Les parts del cos exposades al vent se poden congelar en 30 segons | EXTREMADAMENT PERILLÓS Les parts del cos exposades al vent se poden congelar en 30 segons | EXTREMADAMENT PERILLÓS Les parts del cos exposades al vent se poden congelar en 30 segons | EXTREMADAMENT PERILLÓS Les parts del cos exposades al vent se poden congelar en 30 segons | EXTREMADAMENT PERILLÓS Les parts del cos exposades al vent se poden congelar en 30 segons |
| Vents superiors als 64 km/h produeixen un perillós efecte addicional | Vents superiors als 64 km/h produeixen un perillós efecte addicional | PERILL DE CONGELACIÓ DEL COS EXPOSAT AL VENT SENSE LA VESTIMENTA ADEQUADA |                  |                  |                  |                  |                  |                  |                                                                                |                                                                                |                                                                                |                                                                                |                                                                                |                                                                                |                                                                                |                                                                                           |                                                                                           |                                                                                           |                                                                                           |                                                                                           |                                                                                           |                                                                                           |                                                                                           |                                                                                           |                                                                                           |                                                                                           |

## Sensació tèrmica per humitat i calor
| TEMPERATURA (°C) | HUMITAT RELATIVA (%) | HUMITAT RELATIVA (%) | HUMITAT RELATIVA (%) | HUMITAT RELATIVA (%) | HUMITAT RELATIVA (%) | HUMITAT RELATIVA (%) | HUMITAT RELATIVA (%) | HUMITAT RELATIVA (%) | HUMITAT RELATIVA (%) | HUMITAT RELATIVA (%) | HUMITAT RELATIVA (%) | HUMITAT RELATIVA (%) | HUMITAT RELATIVA (%) | HUMITAT RELATIVA (%) | HUMITAT RELATIVA (%) | HUMITAT RELATIVA (%) | HUMITAT RELATIVA (%) | HUMITAT RELATIVA (%) | HUMITAT RELATIVA (%) | HUMITAT RELATIVA (%) | HUMITAT RELATIVA (%) |
| TEMPERATURA (°C) | 0                    | 5                    | 10                   | 15                   | 20                   | 25                   | 30                   | 35                   | 40                   | 45                   | 50                   | 55                   | 60                   | 65                   | 70                   | 75                   | 80                   | 85                   | 90                   | 95                   | 100                  |
| 20               | 16                   | 16                   | 17                   | 17                   | 17                   | 18                   | 18                   | 19                   | 19                   | 19                   | 19                   | 19                   | 20                   | 20                   | 20                   | 21                   | 21                   | 21                   | 21                   | 21                   | 21                   |
| 21               | 18                   | 18                   | 18                   | 19                   | 19                   | 19                   | 19                   | 19                   | 20                   | 20                   | 20                   | 20                   | 21                   | 21                   | 21                   | 22                   | 22                   | 22                   | 22                   | 22                   | 23                   |
| 22               | 19                   | 19                   | 19                   | 20                   | 20                   | 20                   | 20                   | 20                   | 21                   | 21                   | 21                   | 21                   | 22                   | 22                   | 22                   | 22                   | 23                   | 23                   | 23                   | 23                   | 24                   |
| 23               | 20                   | 20                   | 20                   | 20                   | 21                   | 21                   | 22                   | 22                   | 22                   | 23                   | 23                   | 23                   | 23                   | 24                   | 24                   | 24                   | 24                   | 24                   | 24                   | 25                   | 25                   |
| 24               | 21                   | 21                   | 22                   | 22                   | 22                   | 22                   | 23                   | 23                   | 23                   | 24                   | 24                   | 24                   | 24                   | 25                   | 25                   | 25                   | 25                   | 26                   | 26                   | 26                   | 26                   |
| 25               | 22                   | 23                   | 23                   | 23                   | 24                   | 24                   | 24                   | 24                   | 24                   | 24                   | 25                   | 25                   | 25                   | 26                   | 26                   | 26                   | 27                   | 27                   | 27                   | 28                   | 28                   |
| 26               | 24                   | 24                   | 24                   | 24                   | 25                   | 25                   | 25                   | 26                   | 26                   | 26                   | 26                   | 27                   | 27                   | 27                   | 27                   | 28                   | 28                   | 29                   | 29                   | 29                   | 30                   |
| 27               | 25                   | 25                   | 25                   | 25                   | 26                   | 26                   | 26                   | 27                   | 27                   | 27                   | 27                   | 28                   | 28                   | 29                   | 29                   | 30                   | 30                   | 31                   | 31                   | 31                   | 33                   |
| 28               | 26                   | 26                   | 26                   | 26                   | 27                   | 27                   | 27                   | 28                   | 28                   | 28                   | 29                   | 29                   | 29                   | 30                   | 31                   | 32                   | 32                   | 33                   | 34                   | 34                   | 36                   |
| 29               | 26                   | 26                   | 27                   | 27                   | 27                   | 28                   | 29                   | 29                   | 29                   | 29                   | 30                   | 30                   | 31                   | 33                   | 33                   | 34                   | 35                   | 35                   | 37                   | 38                   | 40                   |
| 30               | 27                   | 27                   | 28                   | 28                   | 28                   | 28                   | 29                   | 29                   | 30                   | 30                   | 31                   | 32                   | 33                   | 34                   | 35                   | 36                   | 37                   | 39                   | 40                   | 41                   | 45                   |
| 31               | 28                   | 28                   | 29                   | 29                   | 29                   | 29                   | 30                   | 31                   | 31                   | 31                   | 33                   | 34                   | 35                   | 36                   | 37                   | 39                   | 40                   | 41                   | 45                   | 45                   | 50                   |
| 32               | 29                   | 29                   | 29                   | 29                   | 30                   | 31                   | 31                   | 33                   | 33                   | 34                   | 35                   | 35                   | 37                   | 39                   | 40                   | 42                   | 44                   | 45                   | 51                   | 51                   | 55                   |
| 33               | 29                   | 29                   | 30                   | 30                   | 31                   | 33                   | 33                   | 34                   | 34                   | 35                   | 36                   | 38                   | 39                   | 42                   | 43                   | 45                   | 49                   | 49                   | 53                   | 54                   | 55                   |
| 34               | 30                   | 30                   | 31                   | 31                   | 32                   | 34                   | 34                   | 35                   | 36                   | 37                   | 38                   | 41                   | 42                   | 44                   | 47                   | 48                   | 50                   | 52                   | 55                   |                      |                      |
| 35               | 31                   | 32                   | 32                   | 32                   | 33                   | 35                   | 35                   | 37                   | 37                   | 40                   | 40                   | 44                   | 45                   | 47                   | 51                   | 52                   | 55                   |                      |                      |                      |                      |
| 36               | 32                   | 33                   | 33                   | 34                   | 35                   | 36                   | 37                   | 39                   | 39                   | 42                   | 43                   | 46                   | 49                   | 50                   | 54                   | 55                   |                      |                      |                      |                      |                      |
| 37               | 32                   | 33                   | 34                   | 35                   | 36                   | 38                   | 38                   | 41                   | 41                   | 44                   | 46                   | 49                   | 51                   | 55                   |                      |                      |                      |                      |                      |                      |                      |
| 38               | 33                   | 34                   | 35                   | 36                   | 37                   | 39                   | 40                   | 43                   | 44                   | 47                   | 49                   | 51                   | 55                   |                      |                      |                      |                      |                      |                      |                      |                      |
| 39               | 34                   | 35                   | 36                   | 37                   | 38                   | 41                   | 41                   | 44                   | 46                   | 50                   | 50                   | 55                   |                      |                      |                      |                      |                      |                      |                      |                      |                      |
| 40               | 35                   | 36                   | 37                   | 39                   | 40                   | 43                   | 43                   | 47                   | 49                   | 53                   | 55                   |                      |                      |                      |                      |                      |                      |                      |                      |                      |                      |
| 41               | 35                   | 36                   | 38                   | 40                   | 41                   | 44                   | 45                   | 49                   | 50                   | 55                   |                      |                      |                      |                      |                      |                      |                      |                      |                      |                      |                      |
| 42               | 36                   | 37                   | 39                   | 41                   | 42                   | 45                   | 47                   | 50                   | 52                   | 55                   |                      |                      |                      |                      |                      |                      |                      |                      |                      |                      |                      |
| 43               | 37                   | 38                   | 40                   | 42                   | 44                   | 47                   | 49                   | 53                   | 55                   |                      |                      |                      |                      |                      |                      |                      |                      |                      |                      |                      |                      |
| 44               | 38                   | 39                   | 41                   | 44                   | 45                   | 49                   | 52                   | 55                   |                      |                      |                      |                      |                      |                      |                      |                      |                      |                      |                      |                      |                      |
| 45               | 38                   | 40                   | 42                   | 45                   | 47                   | 50                   | 54                   | 55                   |                      |                      |                      |                      |                      |                      |                      |                      |                      |                      |                      |                      |                      |
| 46               | 39                   | 41                   | 43                   | 45                   | 49                   | 51                   | 55                   |                      |                      |                      |                      |                      |                      |                      |                      |                      |                      |                      |                      |                      |                      |
| 47               | 40                   | 42                   | 44                   | 47                   | 51                   | 54                   | 55                   |                      |                      |                      |                      |                      |                      |                      |                      |                      |                      |                      |                      |                      |                      |
| 48               | 41                   | 43                   | 45                   | 49                   | 53                   | 55                   |                      |                      |                      |                      |                      |                      |                      |                      |                      |                      |                      |                      |                      |                      |                      |
| 49               | 42                   | 45                   | 47                   | 50                   | 54                   | 55                   |                      |                      |                      |                      |                      |                      |                      |                      |                      |                      |                      |                      |                      |                      |                      |
| 50               | 42                   | 45                   | 48                   | 50                   | 55                   |                      |                      |                      |                      |                      |                      |                      |                      |                      |                      |                      |                      |                      |                      |                      |                      |